# (23722) Gulak
(23722) Gulak est un astéroïde de la ceinture principale d'astéroïdes.

## Description
(23722) Gulak est un astéroïde de la ceinture principale d'astéroïdes. Il fut découvert le 20 avril 1998 à Socorro (Nouveau-Mexique) par le projet LINEAR. Il présente une orbite caractérisée par un demi-grand axe de 2,28 UA, une excentricité de 0,19 et une inclinaison de 4,1° par rapport à l'écliptique.

## Compléments